# Polícia de Israel
A Polícia de Israel  (Hebreu: משטרת ישראל‎, Mishteret Yisrael) é uma corporação civil do Estado de Israel, subordinada ao Ministério da Segurança Interna (Ministry of Internal Security) e dirigida pelo Inspetor Geral da Polícia, em conformidade com o Regulamento Policial de 1971.
A Sede Nacional da Polícia de Israel está localizada no complexo governamental Kiryat Menachem Begin, em Jerusalém.

## Funções

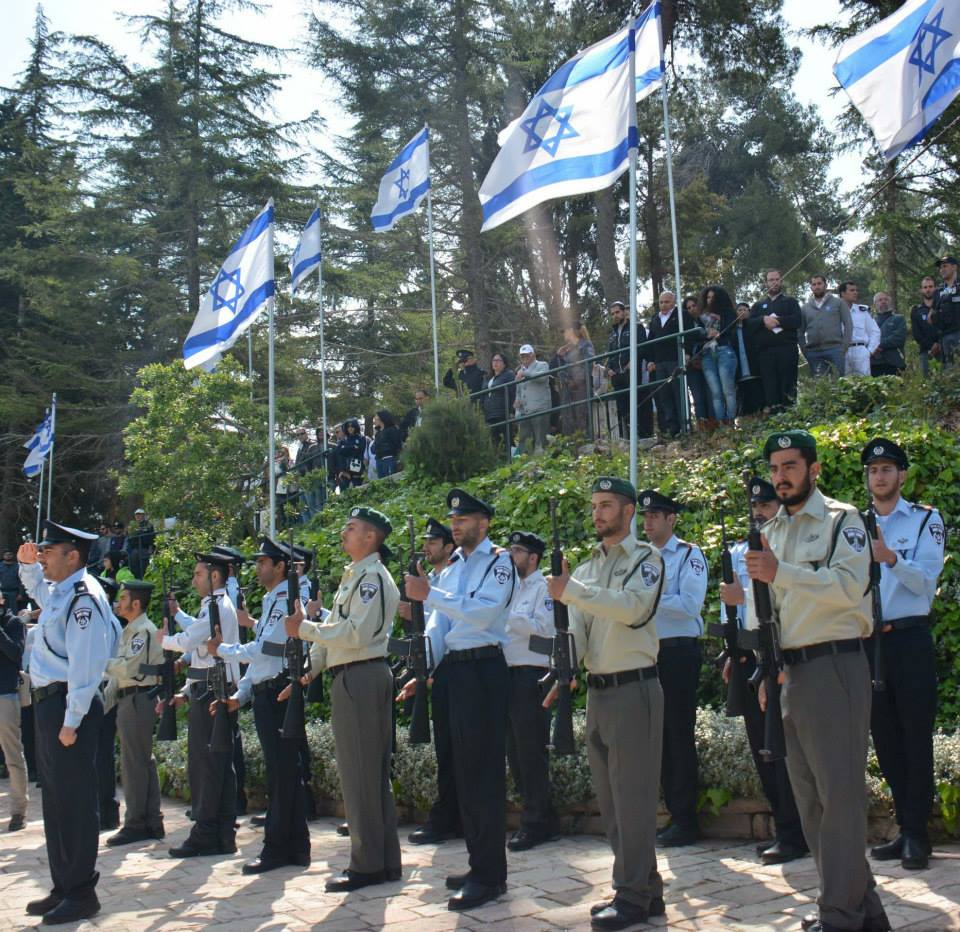
Policiais israelenses.

Ainda, segundo o supramencionado regulamento, compete à Polícia  a prevenção e a repressão dos crimes, assegurar a integridade física dos presos, manter a ordem pública e preservar a vida e a propriedade dos cidadãos.
No desempenho das suas funções deverá:
- Investigar os crimes e prender os criminosos;

- Conduzir os acusados de atos delituosos aos tribunais;

- Executar o patrulhamento rodoviário;

- Controlar as passeatas e manifestações públicas;

- Prestar colaboração à justiça e cumprir as determinações legais das autoridades;

- Controlar o licenciamento e administração das empresas prestadoras de serviços.

## Organização

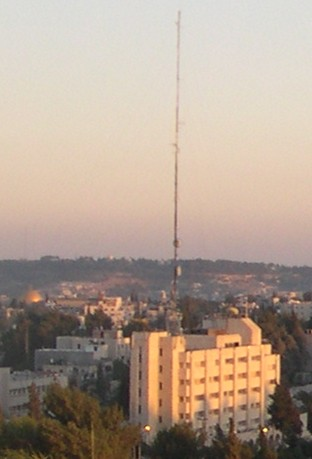
Sede da polícia de Israel.

A Central de Polícia de Israel está localizada em Jerusalém e tem sob a sua direção os distritos, as regiões e as sub-regiões, responsáveis pela realização do trabalho policial nas suas determinadas áreas.
A Polícia de Israel está dividida em seis distritos territoriais: Central, Meridional, Setentrional, Judeia e Samaria, Tel Aviv e Jerusalém, que têm como sub-unidades as regiões e as sub-regiões, todas desenvolvendo, de acordo com a respetiva competência, os serviços básicos de polícia em suas jurisdições.

### Departamentos
- Investigação e Inteligência

- Segurança e Patrulhamento

- Trânsito (Polícia Nacional de Trânsito)

- Guarda Civil e Polícia comunitária

- Logística

- Organização e Planejamento

- Recursos Humanos

### Guarda Civil
A Guarda Civil, uma subdivisão da Polícia de Israel organizada em 1974, é constituída de voluntários civis que apoiam o trabalho diário policial. Tem um efetivo de 70.000 integrantes, equipados com pistolas e carabinas M1.

### Unidades especiais
Yaman: unidade policial de elite contra-terrorismo e especializada em resgate reféns. É conhecida pela sua experiência e especialização;
Yassam: grupos (ou patrulhas) especializados em contra-terrorismo e resgate de reféns, caracterizados pela permanente prontidão e imediata atuação.
Magav: polícia de fronteira, com atuação em áreas conflituosas, formada por profissionais e conscritos das Forças de Defesa de Israel.

### Lahav 433
Divisão de investigações da Polícia de Israel  ("Israeli FBI"), inaugurada em 2008, mediante a fusão de cinco unidades existentes de polícia especializada e destinada a unir forças no combate ao crime e à corrupção. Dirigida por um policial de alto escalão (major-general), deverá conduzir as investigações com maior empenho e com mais facilidade de intercâmbio de informações, dando prioridade à luta contra o crime organizado.
|  |  |  |  |

## Armamento

### Armas longas
Carabinas M1, M1A1, M1 bullpup.
Submetralhadora Micro-Galil 5.56mm.
Fuzis M16, Colt Commando, CAR15, Galil.
Sniper rifles: Remington 700P, Mauser SP66, Mauser K98, M14 Rifle, Galatz - (Galil Sniper version).

### Armas curtas
Pistolas IMI Jericho 941, Beretta 71 .22LR, Browning Hi-Power, Glock 17
|  |  |

### Armas não letais
Cassetetes, granadas de gás, granadas de luz e som, balas de borracha, Spray de pimenta, canhão de água (brucutu)

## Carreira policial
O policial inicia a sua carreira como constable, equiparado ao patrulheiro ou rondante, podendo ser promovido no escalão subalterno a oito classes da categoria funcional.
No escalão superior o policial concorre a três classes de Inspetor, podendo atingir os cargos de Superintendente, Comandante, Brigadeiro-Geral, Major-Geral e Comissário.